# Березовка (Полтавский район)
Березовка (укр. Березівка) — село,
Нестеренковский сельский совет,
Полтавский район,
Полтавская область,
Украина.
Код КОАТУУ — 5324083703. Население по переписи 2001 года составляло 26 человек.

## Географическое положение
Село Березовка находится в 1-м км от левого берега реки Свинковка,
выше по течению на расстоянии в 3 км расположено село Руновщина,
ниже по течению на расстоянии в 2,5 км расположено село Забаряны,
на противоположном берегу — село Шилы.
К селу примыкает лесной массив (сосна).
Рядом проходит автомобильная дорога Т-1707.